# Caught Up (Usher)
Caught Up è un brano R&B del cantante statunitense Usher. La canzone è stata scritta da Ryan Toby, Andre Harris, Vidal Davis e Jason Boyd, e prodotta da Dre & Vidal per l'album del 2004 di Usher Confessions.

## Il brano
Il brano è stato pubblicato come quinto ed ultimo singolo dell'album ed ha raggiunto la posizione numero 8 della Billboard Hot 100, diventando l'unico singolo di "Confessions" a non arrivare in vetta.

## Il video
Il video musicale prodotto per Caught Up è stato diretto da Mr. X, che aveva curato la regia dei laser del video Yeah!, sempre di Usher. Il video mostra Usher ed i suoi ballerini esibirsi in una coreografia su un palco davanti ad una affollata platea.

## Tracce
CD single
1. Caught Up (Album version) - 3:48
2. Caught Up (Remix) - 4:39
3. Caught Up (Bimbo Jones remix) - 3:33
4. Caught Up (Delinquent "Whistle Crew" re-fix) - 7:55
5. Caught Up (Video)

## Classifiche
| Classifica(2004)       | Posizione più alta |
| ---------------------- | ------------------ |
| Australia              | 15                 |
| Austria                | 48                 |
| Belgio                 | 23                 |
| Finlandia              | 14                 |
| Germania               | 26                 |
| Irlanda                | 17                 |
| Paesi Bassi            | 10                 |
| Nuova Zelanda          | 12                 |
| Romania                | 7                  |
| Svizzera               | 22                 |
| Regno Unito            | 9                  |
| U.S. Billboard Hot 100 | 8                  |